# Бауэрман, Фрэнк
Фрэнк Юджин Бауэрман (англ. Frank Eugene Bowerman; 5 декабря 1868, Ромео, Мичиган — 30 ноября 1948, там же) — американский бейсболист и тренер. Выступал на позиции кэтчера. В Главной лиге бейсбола играл с 1895 по 1909 год. Победитель Мировой серии 1905 года в составе клуба «Нью-Йорк Джайентс».

## Биография
Фрэнк Бауэрман родился 5 декабря 1868 года в деревне Ромео, расположенной в 40 милях к северу от Детройта. Он был старшим из пяти детей в семье фермера Байрона Бауэрмана и его супруги Мэри. В организованных бейсбольных командах он начал играть в возрасте девятнадцати лет. Первой из них стали «Логанспорт Ойлерз» из Индианы, клуб одной из независимых младших лиг. Через два года Бауэрман стал игроком «Форт-Уэйн Редс», другой команды той же лиги. В те годы он впервые попал на страницы газет по неспортивным причинам. Его и ещё одного игрока Ойлерз арестовали за связь с проститутками. Владелец местной газеты был готов не предавать это дело огласке за вознаграждение, но Бауэрман платить отказался.
В 1891 и 1892 годах Бауэрман учился и играл в бейсбол в Мичиганском университете. Затем он присоединился к команде Детройтского спортивного клуба, а ещё через год стал игроком «Детройт Кримс» из Западной лиги. В сезоне 1895 года состоялся его дебют в Главной лиге бейсбола — он вышел на поле в составе команды «Балтимор Ориолс». В последующие несколько лет Бауэрман эпизодически играл за клуб, проводя большую часть времени в различных командах младших лиг. Лучшим для него стал чемпионат 1897 года, в котором он провёл 38 игр с показателем отбивания 31,5 %.
В 1898 году контракты Бауэрмана и Тома О’Брайена были продан «Питтсбургу» за 2,5 тысячи долларов. До конца сезона он провёл за команду 69 игр, а в 1899 году сыграл рекордные для себя 110 матчей. Спустя год лига была сокращена на четыре команды, и в «Пайрэтс» пришло сразу четырнадцать новых игроков и тренер Фред Кларк, с которым Бауэрман конфликтовал. В результате, в марте 1900 года его обменяли в «Нью-Йорк Джайентс».
В составе «Джайентс» Бауэрман провёл восемь лет, в разные годы деля игровое время на позиции кэтчера с Майком Грейди и Джеком Уорнером. Он хорошо сыгрался с будущим членом Зала славы питчером Кристи Мэтьюсоном, в паре с которым выходил в большинстве матчей. В 1905 году вместе с ним Мэтьюсон сыграл второй ноу-хиттер в своей карьере. В том же сезоне Бауэрман стал участником массовой драки во время игры с «Филадельфией Филлис», после которой игроки «Джайентс» подверглись нападению болельщиков. Команда завершила 1905 год победой в Мировой серии, но Бауэрман в этих матчах на поле не выходил из-за болезни жены.
Постепенно место основного кэтчера «Джайентс» занял Роджер Бреснахен. Напряжённость в отношениях между игроками росла, и в начале 1908 года Бауэрман и ряд других бейсболистов были обменяны в «Бостон Давс». В новой команде он провёл два сезона, в том числе один в роли играющего главного тренера, но без особого успеха. При нём «Давс» выиграли 22 матча, проиграв 54. Он покинул команду и больше не играл в Главной лиге бейсбола. До 1912 года Бауэрман играл в командах младших лиг, последней из которых стали «Лондон Текумсе» из Канадской лиги.
После окончания карьеры он вернулся в Ромео и продолжал управлять семейной фермой, в свободное время играя за местную любительскую команду со своими сыновьями. В октябре 1930 года его пригласили на матч ветеранов в Детройт, где также играли члены Зала славы Сай Янг и Гровер Кливленд Александер. В 1938 году он организовал тренировочный бейсбольный лагерь для подростков у себя на ферме. В последние годы жизни Бауэрман боролся с раком желудка и хроническим миокардитом.
Фрэнк Бауэрман скончался на ферме в Ромео 30 ноября 1948 года. Ему было 79 лет.